# Tedrovec
Tedrovec, mezi lety 1948 a 1981 Todrovec, je vesnice v Chorvatsku v Záhřebské župě. Je součástí opčiny Brckovljani, od jejíhož stejnojmenného střediska se nachází 12 km jihovýchodně. Nachází se u břehu řeky Lonji, asi 7 km severozápadně od města Ivanić Grad, 16 km jihovýchodně od města Dugo Selo a asi 37 km jihovýchodně od centra Záhřebu. V roce 2011 zde žilo 97 obyvatel. Tedrovec je nejjižnějším sídlem opčiny Brckovljani a také nejvzdálenějším od jejího správního střediska.
Tedrovcem neprochází žádná větší silnice, pouze lokální cesta, která umožňuje spojení s župní silnicí Ž3074 a díky mostu komunikaci s vesnicí Lipovec Lonjski na druhé straně řeky Lonji. Prochází zde železniční trať Záhřeb – Slavonski Brod – Vinkovci, ale nenachází se zde žádná železniční stanice.

## Vývoj počtu obyvatel
| Počet obyvatel | Počet obyvatel | Počet obyvatel | Počet obyvatel | Počet obyvatel | Počet obyvatel | Počet obyvatel | Počet obyvatel | Počet obyvatel | Počet obyvatel | Počet obyvatel | Počet obyvatel | Počet obyvatel | Počet obyvatel | Počet obyvatel | Počet obyvatel |
| -------------- | -------------- | -------------- | -------------- | -------------- | -------------- | -------------- | -------------- | -------------- | -------------- | -------------- | -------------- | -------------- | -------------- | -------------- | -------------- |
| 1857           | 1869           | 1880           | 1890           | 1900           | 1910           | 1921           | 1931           | 1948           | 1953           | 1961           | 1971           | 1981           | 1991           | 2001           | 2011           |
| 113            | 119            | 113            | 122            | 117            | 132            | 108            | 106            | 96             | 102            | 119            | 102            | 92             | 79             | 111            | 97             |

## Sousední vesnice
| Růžice kompasu | Obedišće Ježevsko | Prečec   |                 | Růžice kompasu |
| Růžice kompasu | Ježevo            | Sever    | Lipovec Lonjski | Růžice kompasu |
| Růžice kompasu | Ježevo            | Tedrovec | Lipovec Lonjski | Růžice kompasu |
| Růžice kompasu | Ježevo            | Jih      | Lipovec Lonjski | Růžice kompasu |
| Růžice kompasu | Trebovec          | Lepšić   | Tarno           | Růžice kompasu |